# Владислав Константин Васа
Владислав Константин Васа (пол. Władysław Konstanty Waza) (1635/36 Варшава — 19 березня 1698 Рим) — позашлюбний син короля Владислава IV Васа і міщанки Львова Ядвіги Лушковської.

## Життєпис
Після смерті батьків виховувався правдоподібно при дворі стрийка короля Яна ІІ Казимира. Виїхав з Речі Посполитої для подорожі Європою. Побував у Англії при дворі Карла ІІ, але імовірно через дуель виїхав до Голландії, Іспанії. Служив у війську дона Хуана Австрійського Молодшого (байстрюка короля Філіп IV і акторки), але  змушений був втекти через роман з дружиною свого полковника, яку чоловік відправив до монастиря. У Франції Владислав Константин Васа, як граф де Васе, перебував у Яна ІІ Казимира, який зрікся престолу і намагався через парламент визнати його своїм племінником, але не встиг. У заповіті Ян ІІ Казимир відписав йому 30 тисяч ліврів, після чого Владислав Константин виїхав до Риму. Там родичка, королева Швеції Христина поставила його капітаном королівської гвардії. Христина І заповіла йому 500 талерів пожиттєвої пенсії. Папа Олександр VIII номінував його папським шамбеланом, як і папа Іннокентій XII. Був останнім представником чоловічої лінії династії Васа. Він заповів своє майно кардиналу Джовані Франциску Альбані (папа Климент XI), який встановив йому гробівець у стіні біля входу до захристії костелу св. Стигматів св. Франциска (лат. Chiesa delle Santissime Stimmate di San Francesco) в Римі.